# استرنچی
استرنچی (به آلمانی: Stackeln) شهرکی در لتونی با جمعیت ۱٬۶۱۴ نفر است که در بخش والکا واقع شده‌است.